# Đông Kinh Nghĩa Thục
Đông Kinh Nghĩa Thục (chữ Hán: 東京義塾; lập ra từ tháng 3 năm 1907 và chấm dứt vào tháng 11 năm 1907) là một phong trào nhằm thực hiện cải cách xã hội Việt Nam vào đầu thế kỷ 20 trong thời Pháp thuộc. Mục đích của phong trào là: khai trí cho dân, phương tiện được hoạch định: mở những lớp dạy học không lấy tiền (để đúng với cái tên 'nghĩa thục' - trường tư thục vì việc nghĩa) và tổ chức những cuộc diễn thuyết để trao đổi tư tưởng cùng cổ động trong dân chúng. Sau gần 1 năm hoạt động, thực dân Pháp lo ngại phong trào này sẽ tuyên truyền tư tưởng chống Pháp cho người Việt nên đã đàn áp, phong trào kết thúc.

## Bối cảnh
Đầu thế kỷ 20, Pháp hầu như đã hoàn thành quá trình bình định, dẹp yên các cuộc khởi nghĩa yêu nước bên trong Việt Nam (chỉ còn phong trào Khởi nghĩa Yên Thế của Đề Thám còn đang hoạt động, nhưng chỉ ở diện hẹp và bị dập tắt hoàn toàn vào năm 1913). Cùng với việc mở rộng quá trình thực dân hoá, tư bản hóa nhằm khai thác thuộc địa một cách hiệu quả nhất, những cơ sở đầu tiên của kinh tế tư sản bắt đầu phát triển trên toàn lãnh thổ Việt Nam, đặc biệt là ở Bắc Kỳ và Nam Kỳ. Song song với sự phát triển kinh tế, những tư tưởng tư bản cũng du nhập và phát triển bên trong Việt Nam. Các nhà nho có tư tưởng tiến bộ nhận thức được sự yếu kém của quốc dân, chứng kiến nước Nhật Bản duy tân mà thắng đế quốc Nga đã quyết định phải thay đổi tư tưởng, cách thức học tập trong nước nhằm mục đích tự cường hy vọng một cuộc đổi mới. Đồng thời học tập từ thất bại của cuộc cải cách của nhóm Lương Khải Siêu và Khang Hữu Vi khởi xướng ở Trung Quốc. Tháng 3 năm 1907, Đông Kinh Nghĩa Thục bắt đầu được khai giảng ở phố Hàng Đào, Hà Nội.
Đông Kinh Nghĩa Thục nhanh chóng trở nên nổi tiếng bên trong Hà Nội, nhiều tỉnh lân cận cũng đã có các hội nhóm mở lớp, xin sách giáo khoa của trường về giảng dạy. Bắt đầu là ở Hà Đông, quê hương của nhiều sáng lập viên nghĩa thục có tên tuổi như Vũ Trác, Hoàng Tăng Bí; ở Hoài Đức còn có 3 phân hiệu nghĩa thục ở thôn Canh, Tây Mỗ, Tân Hội; ở Hưng Yên cũng có 2 huyện có nghĩa thục, lại còn mở thêm một hiệu buôn nội hoá là Hưng Lợi Tế. Hải Dương, Thái Bình, nghĩa thục cũng phát triển khá mạnh mẽ, lại còn tổ chức ra nhiều hội ái hữu, tương tế. Thậm chí, nghĩa thục của Thái Bình còn cử người đi liên hệ với phong trào chống Pháp của Hoàng Hoa Thám (hay Đề Thám), muốn ứng viện cho nghĩa quân Yên Thế.
Ban đầu, chính quyền Pháp cho phép cho Đông Kinh Nghĩa Thục hoạt động hợp pháp, về sau nhận thấy đây có thể là một mối nguy đối với chế độ thuộc địa, vào tháng 11 năm 1907 trường bị chính quyền thực dân buộc phải giải tán và đầu năm 1908, ra lệnh cấm việc hội họp diễn thuyết ở miền Trung.
Sau vụ chống thuế Trung kỳ (tháng 3 năm 1908) và vụ đầu độc lính Pháp ở Hà Nội (tháng 6 năm 1908), chế độ thuộc địa của Pháp nhân đó quy trách nhiệm cho sĩ phu duy tân và thẳng tay đàn áp, bắt hầu hết giáo viên, giải tán hội buôn, đóng cửa Đăng Cổ Tùng Báo, cấm diễn thuyết, nói chuyện, cấm lưu hành và tàng trữ 
các tác phẩm của nhà trường.
Tên của phong trào sau này được đặt tên cho một quảng trường tại Hà Nội.

## Sáng lập viên chính
- Lương Văn Can
- Đỗ Đức Anh
- Đào Nguyên Phổ
- Phan Tuấn Phong
- Đặng Kinh Luân
- Dương Bá Trạc
- Lê Đại
- Vũ Hoành
- Phan Đình Đối
- Phan Huy Thịnh
- Nguyễn Hữu Cầu
- Hoàng Tăng Bí
- Nguyễn Quyền

## Mục tiêu
Phong trào có hai mục tiêu:
- Bỏ lối học từ chương, du nhập những tư tưởng mới, phát triển văn hoá, thúc đẩy sử dụng chữ quốc ngữ thông qua các hoạt động giáo dục (dịch, viết sách giáo khoa), báo chí, tuyên truyền, cổ động.
- Chấn hưng thực nghiệp. Mở tiệm buôn, phát triển công thương.

## Tổ chức
Theo tài liệu, cuối năm 1906, sau khi hội kiến với Phan Bội Châu ở Nhật về nước, Phan Chu Trinh đã gặp gỡ Lương Văn Can và nêu ý định thành lập một trường học kiểu mới, giống mô hình của trường Khánh Ứng Nghĩa thục ở Nhật.
Dưới thời Thiên hoàng Minh Trị, học giả Fukuzawa Yukichi (Phúc Trạch Dụ Cát, 1835 - 1901) đã thành lập Trường Khánh Ứng Nghĩa thục vào năm 1868 ở Nhật Bản theo mô hình "public school" của nước Anh bao gồm việc truyền bá bốn tính cách quan trọng cho học sinh đó là tính tự cường, ý chí độc lập, óc tháo vát và lòng tự nguyện đóng góp vào các việc công ích, công thiện.
Một thời gian sau, Phan Bội Châu cũng về nước, cùng Phan Chu Trinh, Lương Văn Can và Tăng Bạt Hổ họp tại phố Hàng Đào, quyết định mở trường, lấy tên là Đông Kinh Nghĩa thục với mục đích: khai chí (trí) cho dân, mở những lớp dạy học không lấy tiền. Đông Kinh là tên trường, Nghĩa Thục là trường làm việc nghĩa. Lương Văn Can được cử làm Thục trưởng (Hiệu trưởng). Nguyễn Quyền làm học giám.
Về tài chính, hội viên tự ý giúp bao nhiêu cũng được và quyên thêm trong những chỗ quen thuộc hảo tâm. Tiền do cụ Lương xuất phát, nhưng sổ sách do cụ Nguyễn Quyền giữ.
Trường được chia làm bốn ban hoạt động:

### Ban giáo dục
Nhiệm vụ của Ban là mở lớp học, dạy học. Tuy nhiên, trường chưa có một chương trình học rõ ràng và hệ thống, cũng như các tài liệu được biên soạn dành cho giảng dạy. Cơ bản với 3 bậc học: Tiểu học dạy những người mới học Quốc ngữ; Trung học và Đại học dạy cho những người lớn đã thông chữ Hán, hoặc muốn học chữ Pháp. Các bậc học thực chất chỉ căn cứ vào trình độ hiểu biết của học sinh mà xếp thành lớp, do đó lớp tuổi học sinh cũng không đều.
Các môn học được giảng dạy bao gồm Sử ký, Địa lý nước nhà, Toán, Hội họa, một số kiến thức khoa học. 
- Dạy Hán văn có Nguyễn Quyền, Dương Bá Trạc, Hoàng Tăng Bí...
- Dạy Việt văn và Pháp văn có Nguyễn Văn Vĩnh, Phạm Duy Tốn, Nguyễn Bá Học...

Về tài liệu giáo khoa, về Hán học, thì học tân thư Trung Quốc, nhất là sách của Khang Hữu Vi, Lương Khải Siêu. Sách học Quốc ngữ là các giáo án tự soạn của các giáo viên, dạy những kiến thức cơ bản về đất nước, về lịch sử Việt Nam.

### Ban tài chính
Trường không thu học phí và giáo viên ban đầu cũng không có lương. Ban đầu, nguồn kinh phí của trường dựa vào các khoản "lạc trợ" (ủng hộ) của các hội viên và những người hảo tâm yêu nước, cũng như các khoản đóng góp tự nguyện của học sinh. Theo cụ Lê Đại, một hội viên sáng lập của trường, phụ trách Ban Tài chính, "Ấy vậy, có lúc nhà trường đứng ra thu tiền ủng hộ không xuể".
Về sau, phong trào duy tân xung quanh hoạt động dạy học Đông Kinh Nghĩa Thục lan rộng. Ban Tài chính còn chịu trách nhiệm mở các tiệm buôn bán và kinh doanh nhằm khuếch trương thực nghiệp, cổ động cải cách kinh doanh, đồng thời tăng thêm nguồn thu cho trường. Sau này kinh phí dồi dào, trường cấp miễn phí giấy bút cho học sinh và trả giáo viên một số lương tượng trưng nhỏ.

### Ban cổ động diễn thuyết và bình văn
Ban chịu trách nhiệm điều hành hai tờ báo Đăng cổ Tùng báo, Đại Việt Tân báo, là cơ quan ngôn luận của trường, tuyên truyền cho cải cách, bài trừ hủ tục, vận động nhớ đến ngày giỗ tổ mùng 10 tháng 3, sử dụng chữ quốc ngữ. Ban cũng thường xuyên tổ chức diễn thuyết, bình văn tại trường vào các tối mồng một và rằm hàng tháng. Người ngoài trường dự nghe rất đông, có cả quan lại, binh lính, viên chức. Trong các buổi diễn thuyết, diễn giả thường bình luận các bài in trên Đăng cổ Tùng báo, Đại Việt Tân báo, hoặc nói chuyện về đề tài lịch sử, về Cách mạng Pháp 1789, về sự nghiệp của George Washington, v.v... Phan Chu Trinh cũng thỉnh thoảng đến diễn thuyết ở trường.

### Ban trước tác
Biên soạn, dịch thuật các tài liệu học tập và tài liệu tuyên truyền là nhiệm vụ của Ban Trước tác. Xuất bản và dịch thuật các tài liệu Tân thư được xem như cương lĩnh hành động chung của sĩ phu Duy tân bấy giờ, chủ trương dùng văn tự nước nhà, hiệu định sách vở cốt thiết thực, sửa đổi phép thi, cổ võ nhân tài, chấn hưng công nghệ, xuất bản báo chí...
Để truyền bá tư tưởng duy tân (đổi mới), nhà trường phát hành nhiều sách giáo khoa như là Tân đính Luân lý Giáo khoa thư, Văn minh Tân học sách, Quốc dân độc bản, Nam quốc địa dư, Cải lương mông học Quốc sử Giáo khoa thư.
Các sách giáo khoa chữ Hán được in bản gỗ, trên giấy lĩnh làng Bưởi như Nam Quốc địa dư, Nam Quốc vĩ nhân truyện, Quốc dân độc bản. Sách Quốc ngữ thì in bằng thạch, chủ yếu là những bài ca dễ đọc, dễ nhớ, đại loại như Kêu hồn nước, Á Tế Á, Đề bỉnh quốc dân, Thiết diễn ca... Các sách dịch đầu tiên là những bộ Tân thư như Trung Quốc tân giáo khoa thư, Văn minh tân học sách...
Chỉ trong vòng mấy tháng, ban này đã soạn được nhiều sách giáo khoa cho mục đích dạy học của nhà trường, ngoài ra còn biên dịch nhiều Tân thư chữ Hán. Nhờ Đông Kinh Nghĩa Thục mà tiếng Việt hiện đại đã có thêm nhiều từ mới.

## Lịch sử hoạt động

### Khai trí dạy học
Tháng 3 năm 1907, mặc dù chưa được giấy phép của chính quyền thuộc địa, trường vẫn tạm thời khai giảng tại gác tẩu mã trên nhà số 4, phố Hàng Đào, với 2 lớp chuyên dạy Quốc ngữ; với khoảng 70 học sinh, phần đông là con cháu hội viên. Đây vốn là căn nhà cụ Lương Văn Can cho mượn. Cụ Lương cũng đề nghị khi nào số học sinh đông, sẽ mướn thêm ngôi nhà số 10 ở bên cạnh. Nhà này còn rộng hơn nhà cụ, vốn là của ông Hương cống Sùng, một phú gia bậc nhất nhì Hà Thành hồi trước, lúc đó đã bán cho ông Phạm Lẫm. Hai lớp ban đầu được mở, một là để dành cho nam, lớp còn lại là của nữ. Nhưng họ lại gặp phải khó khăn để quyết định ai là người dạy ban nữ. Khi đó cụ Lương Trúc Đàm đã đề nghị:
"Nếu không tìm được ai dạy thì tôi xin cử em Năm tôi. Cô ấy biết Quốc ngữ, tôi tưởng dạy tạm lúc đầu cũng được."
Mọi người đồng ý và lớp được mở. Đến tháng 5, Thống sứ Bắc Kỳ mới chính thức cấp giấy phép cho trường hoạt động. Trường phải mượn thêm căn nhà số 10 gần đó để mở rộng, nhằm đáp ứng sự phát triển của trường. Sau này trường chia các lớp thành ba ban: tiểu, trung và đại học. Tuy nhiên mặc dù được chia ra như vậy nhưng thực sự thì chương trình học không được chia ra rõ ràng. Đại loại, tiểu học để dạy những người mới học quốc ngữ, trung học và đại học dạy những người lớn đã thông chữ Hán hoặc muốn học chữ Pháp. Các môn học thì có sử ký, địa lý của nước nhà, toán học, vẽ, một chút khoa học. Không chia ra từng năm học như ngày nay, cứ tùy trình độ hiểu biết của học sinh mà sắp thành từng lớp, trong một lớp tuổi học sinh cũng không đều. Lối dạy của trường là cốt đào tạo những người có sáng kiến, có óc thực tế ngược hẳn với lối huấn hỗ, lối "Tử viết, Thi vân", bảo thủ của nhà Nho. Lối văn khoa cử bỏ hẳn, Tứ thư, Ngũ kinh vẫn còn giảng, nhưng giảng theo một tinh thần mới, những sách của Khang Hữu Vi, Lương Khải Siêu được đem ra bàn nhiều nhất. Phần Hán văn giao cho cụ Kép làng Hương Canh, các cụ Dương Bá Trạc, Hoàng Tăng Bí, Nguyễn Hải Thần, Nguyễn Quyền, Lương Trúc Đàm; cụ Đào Nguyên Phổ tuy không dạy nhưng thường góp ý kiến.
Phần Việt văn và Pháp văn do sáu bảy nhà tân học đảm nhận: Nguyễn Văn Vĩnh, Phạm Duy Tốn, Nguyễn Bá Học, Trần Đình Đức, Bùi Đình Tá, Phạm Đình Đối...
Sau đó, do đề nghị của cụ Nguyễn Văn Vĩnh, trường lập một sân thể dục tại hoa viên, cũng sắm được vài quả tạ, dựng được vài cây cột leo. Các nhà tân học lãnh dạy môn đó, nhưng giáo sư đã không thạo mà học sinh cũng không ham, rốt môn thể dục hữu danh mà vô thực.

### Soạn sách và bài ca

#### Sách
Nhằm mục đích truyền bá tư tưởng mới cho dân chúng, trường đã tự soạn lấy sách và lập ra ban Tu thư chia làm hai ngành: ngành soạn giao cho các cụ Phạm Tư Trực (Thủ khoa, người làng Hành Thiện), Dương Bá Trạc, Lương Trúc Đàm, Phương Sơn và ngành dịch giao cho các cụ: Nguyễn Hữu Tiến, Nguyễn Đôn Phục, ông cử làng Đông Tác, Hoàng Tích Phụng. Tuy nhiên, chương trình hoạt động và tổ chức phân công chưa được vạch rõ. Đại loại giáo sư dạy môn nào thường phải soạn bài cho môn đó, mỗi bài dài độ vài trang và xét về một vấn đề. Dù viết bằng Hán văn hay Việt văn, các cụ vẫn theo thể biền ngẫu, trừ một số đọc nhiều tân thư thì dùng thể nửa biền nửa tản, thể sở trường của Lương Khải Siêu. Nội dung bài nào cũng hô hào lòng ái quốc, chí tự cường và tinh thần duy tân.
Ngoài ra các cụ còn dịch sách của ngoại quốc. Những sách được dịch đầu tiên là những tân thư của Trung Hoa, như bộ Trung quốc tân giáo khoa thư. Hai cụ Nguyễn Hữu Tiến và Nguyễn Đôn Phục, nhờ rảnh việc dịch mà luyện được cây bút, sau thành những nhà văn sắc sảo trong nhóm Nam Phong.
Sách soạn xong, giao cho một ban khác và in ra hằng trăm bản để phát không cho học sinh và các đồng chí ở khắp nơi. Nhưng số sách của trường hiện tại bị thất lạc và không còn di tích.

#### Bài ca
Tuy số sách của phong trào đã bị thất lạc. Nhưng những bài ca xuất phát từ phong trao đã được nhiều người cùng thời học thuộc lòng và được truyền lại tới ngày nay. Nổi bật là là Hải ngoại huyết thư được cụ Lê Đại dịch của Phan Bội Châu. Nhờ vậy bài thơ được lưu hành khắp nước Việt Nam và là nguồn cổ vũ cho phong trào yêu nước đầu thế kỷ 20.
Không chỉ dịch thơ, các nhà nho trong phong trào còn sáng tác những bài thơ yêu nước như cụ Nguyễn Quyền có bà Cắt tóc, Chiêu hồn nước,... Ngoài những bài thơ do các nhà nho sáng tác, những bài thơ khuyết danh cũng là nguồn cảm hứng yêu nước cho nhân dân và cổ vũ duy tân. Ví dụ như Á Tế Á, Vợ khuyên chồng, Khuyên con,...
Tuy nhiên bài thơ nổi bật nhất và có sức ảnh hưởng lớn đương thời là bài Thiết tiền ca của Nguyễn Phan Lăng, biệt hiệu là Đoàn Xuyên. Bài dùng thể song thất lục bát, nội dung chua xót và đầy phẫn uất:
Trời đất hỡi! dân ta khốn khổ,
Đủ trăm đường thuế nọ thuế kia,
Lưới vây chài quét trăm bề
Róc xương, róc thịt còn gì nữa đâu
Chợt lại thấy bắt tiêu tiền sắt
Thoạt tai nghe bần bật khúc lòng!
Trời ơi có khổ hay không?
Khổ gì bằng khổ mắc trong cường quyền
Lấy mẹo lừa giết hết chúng ta
Bạc vào đem sắt đổ ra,
Bạc kia thu hết sắt mà làm chi?:...
Bài thơ được truyền tụng rộng rãi, từ kẻ chợ đến thôn quê, không ai chịu dùng tiền sắt nữa. Chính phủ Pháp ra lệnh bắt giam một số, nhưng càng đàn áp, dân chúng càng nghi kị, có nơi gần như bãi thị. Tiền phát cho quan lại, họ miễn cưỡng nhận, mang về giao cho vợ con, vợ con đem ra chợ tiêu không được, tình hình muốn nghiêm trọng, chính phủ phải chịu thua, thu tiền sắt về.